# Candoso (Santiago) e Mascotelos
Candoso (Santiago) e Mascotelos (oficialmente: União das Freguesias de Candoso (Santiago) e Mascotelos) é uma freguesia portuguesa do município de Guimarães, com 3,86 km² de área e 3 808 habitantes (censo de 2021). A sua densidade populacional é 986,5 hab./km².

## História
Foi constituída em 2013, no âmbito de uma reforma administrativa nacional, pela agregação das antigas freguesias de Santiago de Candoso e Mascotelos e tem a sede em Candoso (Santiago).

## Demografia
A população registada nos censos foi:
| Distribuição da População por Grupos Etários | Distribuição da População por Grupos Etários | Distribuição da População por Grupos Etários | Distribuição da População por Grupos Etários | Distribuição da População por Grupos Etários | Distribuição da População por Grupos Etários |
| -------------------------------------------- | -------------------------------------------- | -------------------------------------------- | -------------------------------------------- | -------------------------------------------- | -------------------------------------------- |
| Antes da agregação                           |                                              |                                              |                                              |                                              |                                              |
| Ano                                          | 0-14 anos                                    | 15-24 anos                                   | 25-64 anos                                   | >= 65 anos                                   | Total                                        |
| 2001                                         | 738                                          | 545                                          | 1818                                         | 231                                          | 3332                                         |
| 2011                                         | 671                                          | 493                                          | 2288                                         | 342                                          | 3794                                         |
| Após a agregação                             |                                              |                                              |                                              |                                              |                                              |
| Ano                                          | 0-14 anos                                    | 15-24 anos                                   | 25-64 anos                                   | >= 65 anos                                   | Total                                        |
| 2021                                         | 529                                          | 436                                          | 2226                                         | 617                                          | 3808                                         |